# Марк Маляр
Марк Маляр (івр. מארק מליאר; нар. 5 березня 2000) — ізраїльський паралімпійський плавець. Чемпіон Паралімпійських ігор (Токіо 2020) та чемпіон світу в запливі на 400 метрів вільним стилем та 200 метрів в індивідуальному запливі змішаним стилем, чемпіон світу в запливі на 800 метрів та 1500 метрів вільним стилем.

## Біографічна інформація
Марк Маляр народився з дитячим церебральним паралічем у медичному центрі Бней-Ціон у Хайфі від своїх батьків Алекса та Діани. У нього є брат-близнюк Аріель, який також є видатним паралімпійським плавцем. Марк тренувався у басейні у Кір'ят-Хаїмі під керівництвом Якова Бінінсона.
Почав займатися плаванням у 5 років зі своїм братом у рамках гідротерапії. Через кілька років він приєднався до плавальної команди ILAN Haifa. Протягом перших років він виступав на національних змаганнях і завдяки своїм успіхам делегований на чемпіонати Європи та світу.